# Баркала (комарка)
Баркала (исп. La Barcala,  галис. A Barcala)  — район (комарка) в Испании, входит в провинцию Ла-Корунья в составе автономного сообщества Галисия.

## Муниципалитеты
1. Ла-Бания
2. Негрейра